# زيمينا هيرموسو
زيمينا هيرموسو (بالإسبانية: Ximena Hermoso)‏ مواليد 28 أبريل 1991 في ولاية بويبلا، المكسيك، هي لاعبة كرة مضرب مكسيكية تلعب باليد اليمنى. أعلى ترتيب لها في تصنيف رابطة محترفات كرة المضرب في الفردي كان المركز الـ 331 في سنة 2012. أعلى تصنيف لها في الزوجي كان المركز الـ 329 في سنة 2013.

## روابط خارجية
- زيمينا هيرموسو على موقع رابطة محترفات التنس (الإنجليزية)
- زيمينا هيرموسو على موقع الاتحاد الدولي لكرة المضرب (الإنجليزية)
- زيمينا هيرموسو على موقع كأس بيلي جين كينغ (الإنجليزية)
- زيمينا هيرموسو على موقع خلاصة التنس.كوم (الإنجليزية)
- زيمينا هيرموسو على موقع إي إس بي إن.كوم (الإنجليزية)